# Matrei in Osttirol
Matrei in Osttirol (bis ins 20. Jahrhundert: Windisch-Matrei, häufig abgekürzt Matrei i. O.) ist eine Marktgemeinde mit 4594 Einwohnern (Stand 1. Jänner 2024) im Bezirk Lienz (Osttirol) in Österreich. Sie ist mit 277,8 km² nach Sölden die flächenmäßig zweitgrößte Gemeinde Tirols. Das Gemeindegebiet erstreckt sich über das gesamte Tauerntal und Teile des oberen Iseltals. Der Markt Matrei selbst liegt etwa 29 km nördlich von Lienz an der Einmündung des Tauernbaches in die Isel und ist der wirtschaftliche, soziale, touristische sowie medizinische Mittelpunkt für den nördlichen Teil des Bezirks. Wirtschaftlich nimmt in der Gemeinde der Tourismus eine herausragende Stellung ein, wobei sich hier im Gegensatz zu großen Teilen Osttirols auch ein bedeutenderer Wintertourismus etablieren konnte. Des Weiteren ist die Bevölkerung insbesondere in Klein- und Mittelbetrieben oder der Landwirtschaft beschäftigt.

## Geografie

### Lage
Matrei ist die größte Gemeinde Osttirols und liegt im Norden des Bezirkes Lienz. Das Gemeindegebiet umfasst die Hochgebirgslandschaft der Hohen Tauern mit dem Tauerntal und dessen Nebentälern (Frosnitztal, Landeggtal, Gschlößtal) sowie das obere Iseltal. Zum Gemeindegebiet gehören Teile der Venedigergruppe und der Granatspitzgruppe mit einer Vielzahl von Bergen über 3000 m Höhe. Höchster Punkt des Gemeindegebietes ist der Großvenediger (3657 m ü. A.), der tiefste Punkt der Gemeinde befindet sich mit 814 m in der Ortschaft Huben.

### Gemeindegliederung
Die Gemeinde Matrei in Osttirol besteht aus zwei Katastralgemeinden, der Katastralgemeinde Matrei in Osttirol Markt mit dem Ort Matrei selbst und der Katastralgemeinde Matrei in Osttirol Land.
Matrei in Osttirol Land umfasst:
- im oberen Iseltal (von Nord nach Süd) die Ortschaften Kienburg, Huben, Moos, Feld, Mattersberg, Klausen, Seblas
- im Umkreis vom Matrei (ausgehend von Nordosten im Uhrzeigersinn) die Ortschaften Glanz, Hinterburg, Klaunz, Bichl, Waier und Ganz
- im unteren Virgental die Ortschaft Zedlach
- im Tauerntal (von Süden nach Norden) die Ortschaften Kaltenhaus (mit dem Weiler Stein), Prossegg, Hinteregg, Gruben, Berg, Raneburg und Tauer

| Katastralgemeinden                                                      | Ortschaften in der Gemeinde |
| ----------------------------------------------------------------------- | --- |
| Matrei in Osttirol Land (275,39 km²) Matrei in Osttirol Markt(2,37 km²) | Berg (W) Bichl (D) Feld (D) Ganz (D) St. Nikolaus (W) Glanz (ZH) Presslab (W) Gruben (R) Landschütz (R) Hinterburg (R) Hinteregg (W) Huben (D) Oberhuben (R) Kaltenhaus (R) Lublaß (W) Stein (W) Kienburg (W) Falter (W) Trin (R) Klaunz (W) Außer-Klaunzer-Berg (ZH) Inner-Klaunzer-Berg (ZH) Klausen (ZH) Schweinach (R) Matrei in Osttirol (M) Mattersberg (ZH) Brenner (W) Moos (R) Lottersberg (ZH) Proßegg (D) Raneburg (ZH) Seblas (R) Tratten (W) Tauer Alm Felbertauern (ZH) Waier (R) Auer (W) Wolsegger (W) Zedlach (D) |
| Legende                                                                 | |

| In der Spalte Katastralgemeinden sind sämtliche Katastralgemeinden einer Gemeinde angeführt. In der Klammer ist die jeweilige Fläche in km² angegeben. |
| In der Spalte Ortschaften sind sämtliche von der Statistik Austria erfassten Siedlungen, die auch eine eigene Ortschaftskennziffer aufweisen, angeführt. In der Hierarchieebene derselben Spalte, rechts eingerückt, werden nur Ansiedlungen, die mindestens aus mehreren Häusern bestehen, dargestellt. Die wichtigsten der verwendeten Abkürzungen sind: - M = Hauptort der Gemeinde - Stt = Stadtteil - R = Rotte - W = Weiler - D = Dorf - ZH = Zerstreute Häuser - Sdlg = Siedlung - Hgr = Häusergruppe - E = Einzelgehöft (nur wenn sie eine eigene Ortschaftskennziffer haben) Die komplette Liste der Statistik Austria ist in: Topographische Siedlungskennzeichnung nach STAT Zu beachten ist, dass manche Orte unterschiedliche Schreibweisen haben können. So können sich Katastralgemeinden anders schreiben als gleichnamige Ortschaften bzw. Gemeinden. Quelle: Statistik Austria – Liste für Tirol (PDF) |

### Flächennutzung
Das Gemeindegebiet von Matrei in Osttirol umfasst etwa 27.800 Hektar. Durch die hochalpine Lage und den starken Anteil an den Hohen Tauern können jedoch große Teile des Gebietes nicht genutzt werden, weshalb rund 44 % des Gemeindegebiets Ödland sind. An zweiter Stelle rangieren Almen und Bergmähder, die etwa 27 % des Gemeindegebietes ausmachen. Auch Wälder spielen auf dem Gemeindegebiet von Matrei eine wichtige Rolle. Mit rund 19 % liegt diese Nutzungsart an dritter Stelle. Alle anderen Flächenformen spielen anteilsmäßig eine relativ geringe Rolle. Wiesen umfassen 4,3 %, ungenutztes Grünland 3,6 % und Weiden 1,8 % des Gemeindegebietes. Mit lediglich 0,6 % bzw. 0,5 % schlagen Gewässer und Verkehrsflächen zu Buche.

### Nachbargemeinden
| Neukirchen am Großvenediger | Bramberg / Hollersbach                      | Mittersill / Uttendorf |
| Prägraten / Virgen          | Kompassrose, die auf Nachbargemeinden zeigt | Kals am Großglockner   |
| Sankt Veit in Defereggen    | Hopfgarten in Defereggen                    | Sankt Johann im Walde  |

### Geologie

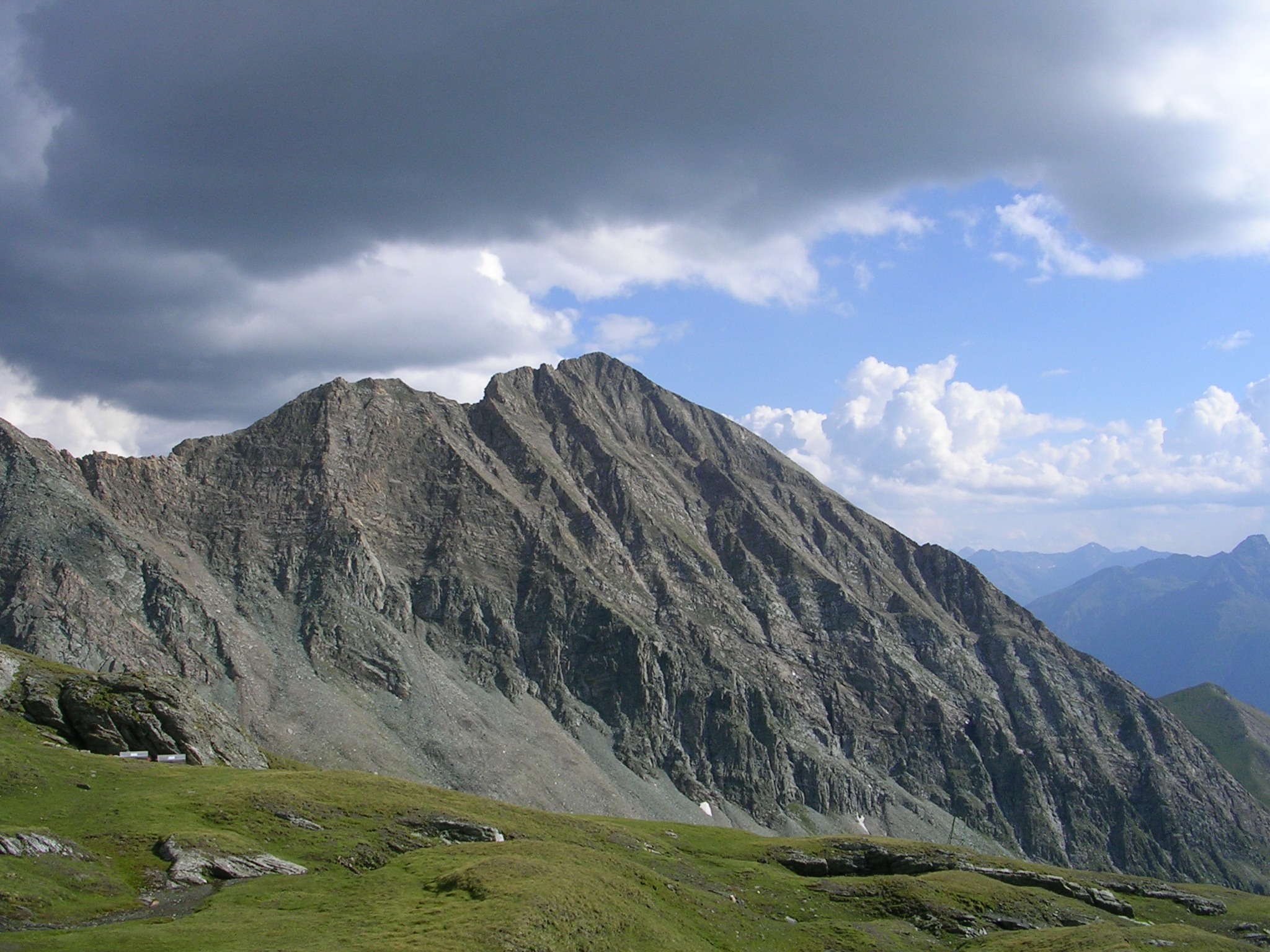
Bretterwandspitze (Kalkglimmerschiefer) von Norden
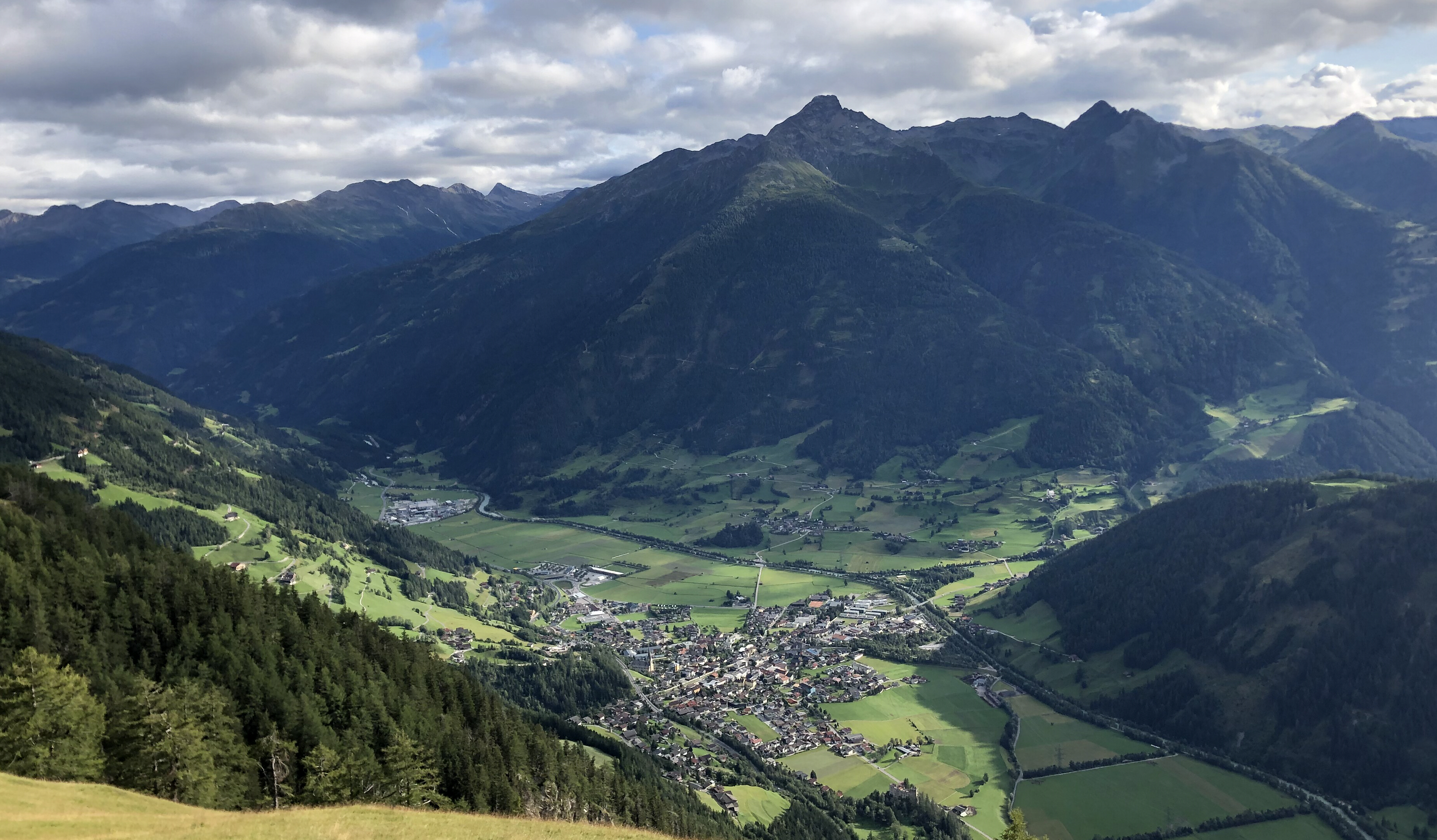
Blick auf Matrei und das Iseltal, rechts Einmündung des Virgentals, im Hintergrund der Zunig (Altkristallin)

Matrei liegt an der Innenseite des Alpenbogens bzw. Südseite der Hohen Tauern, wodurch das Hauptgestein der Matreier Gebirgslandschaft hauptsächlich aus Gneis und kristallinen Schiefern besteht. Der Kamm und der Kern der Gebirge werden vom Tauernfenster (Penninikum) gebildet. Der Zentralgneis (verschieferter Granit) des Tauernfensters wird dabei von einer Schieferhülle umhüllt. Die Untere Schieferhülle wird im nördlichen Gemeindegebiet von überwiegend kalkarmen oder kalkfreien Gesteinen, insbesondere Glimmerschiefer mit Granaten, dunklen Phylliten, hellen Quarziten und dunklen Hornblendegesteinen, aber auch von weißen Marmorzügen gebildet. Südlich davon schließt die mehrere Kilometer breite Obere bzw. Äußere Schieferhülle an, die sich von Raneburg im Tauerntal bis gegen Matrei erstreckt. Sie besteht aus kalkhaltigem Gestein wie gelblich und braun angewittertem Kalkglimmerschiefer und Kalkphylliten, die in der Bretterwand und am Ochsenbug als steil aufgestellte Platten („Bretter“) auftreten. Matrei selbst liegt in der sogenannten Matreier Zone, einer schmalen Serie verschiedener Gesteine, die östlich von Kals bis durch das Virgental nach Westen reicht. Die Zone besteht dabei aus phyllitischen Gesteinen, Gips, Quarzit, hellem Dolomit und dunklem Kalk, gelblich-braunem Rauhwacken, Brekzien sowie Gneisen und Grünschiefer. Südlich von Matrei schließt sich im Iseltal schließlich eine Zone des ostalpinen Altkristallins aus Hellglimmergneisen und -schiefern mit Übergangszonen zu Schiefergneisen und Phylliten an (Zunig, Roter Kogel).

### Berge
Durch die Lage innerhalb der Hohen Tauern ist das Gemeindegebiet Matreis von den zahlreichen Bergen geprägt. Die höchsten Erhebungen befinden sich im Matreier Anteil an der Venedigergruppe. Höchste Erhebung ist der Großvenediger (3657 m), gefolgt von der im Südosten anschließenden Gebirgskette mit dem Rainerhorn (3559 m), der Schwarzen Wand (3503 m), dem Hohen Zaun (3451 m) und der Kristallwand (3310 m) sowie südlich folgend die Weißspitze (3300 m) und der Hohe Eichham (3371 m). Die Venedigergruppe ist im Matreier Gemeindegebiet auch teilweise stark vergletschert. So befindet sich im Talschluss des Gschlößtals mit dem Schlatenkees der zweitgrößte Gletscher der Venedigergruppe.
Das Gemeindegebiet Matreis umfasst neben der Venedigergruppe auch etwa ein Viertel der Granatspitzgruppe und einen kleinen Anteil an den Villgratner Bergen. Höchste Erhebungen der beiden Gebirgsgruppen sind auf Matreier Gemeindegebiet der Große Muntanitz (3232 m) und der Große Zunig (2776 m). Letzterer gilt auch als ein Hausberg der Matreier, weitere wichtige Hausberge der Matreier sind der Kristallkopf bzw. Ochsenbug (3007 m) und die Bretterwandspitze (2868 m).

### Flüsse

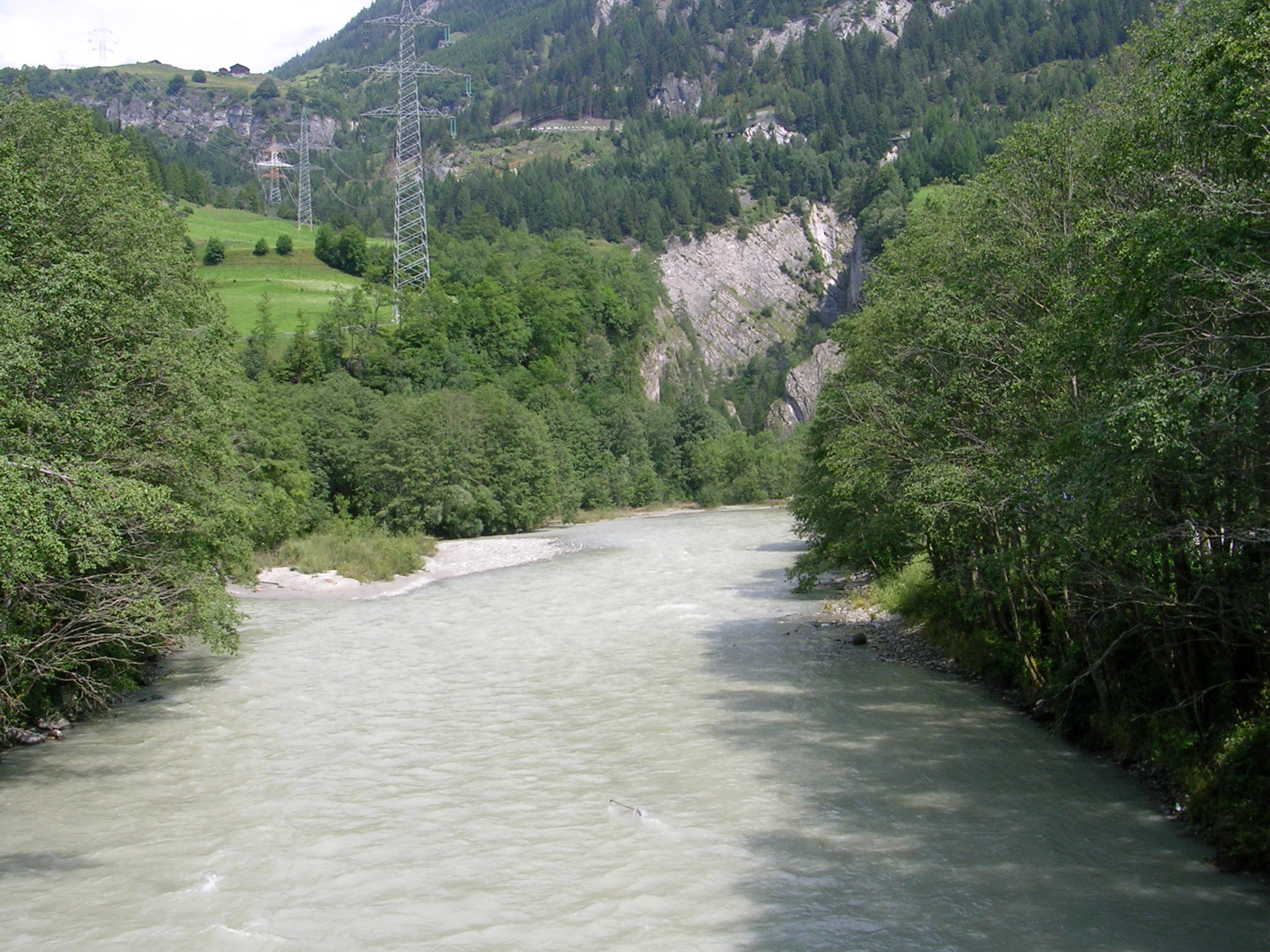
Tauernbach bei Proßegg unterhalb der Prosseggklamm

Bestimmendes Gewässer auf dem Gemeindegebiet ist der 18 Kilometer lange Tauernbach im Tauerntal. Hinzu kommen seine wichtigsten Zuflüsse im Oberlauf, der Gschlößbach im Gschlößtal, der Landeggbach und der Frosnitzbach. Im Unterlauf nimmt der Tauernbach den Steiner Bach (mit dem Steiner Wasserfall) auf und durchfließt dann die Proseggklamm, die zu Beginn des 20. Jahrhunderts durch einen Wanderweg erschlossen wurde. Bestimmender Fluss für den Markt Matrei selbst ist der Bretterwandbach. 1346 zerstörte er den Ort vollständig und verwüstete ihn später mehrmals. Er galt daher lange Zeit als einer der gefährlichsten Wildbäche Österreichs. Durch massive Verbauungen wurde er jedoch mittlerweile entschärft. Unterhalb von Matrei mündet der Tauernbach in die Isel, die das südliche Gemeindegebiet prägt. Das Flusstal weist dort abwechslungsreiche Formationen auf und wird von der Iseltalstraße und einem Radweg begleitet.
Im Landecktal werden einige Bäche der Kraftwerksgruppe Stubachtal zugeleitet.

## Geschichte

### Matrei bis zum Mittelalter
Erste archäologische Funde auf dem Gebiet Matreis sind aus der frühen und mittleren Bronzezeit (um 22. bis 13. Jh. v. Chr.) nachgewiesen. Am Matreier Klaunzerberg befand sich ein Schmelzplatz der Bronzezeit, an dem Keramikfunde gemacht wurden. Spätere Funde gibt es auch aus der jüngeren Eisenzeit, wo typische Keramiken jener Zeit mit seicht eingestrichenen oder gestempelten Mustern bei Matrei (Weißenstein) ausgegraben wurden. Um 100 v. Chr. fiel der Osttiroler Raum an die Kelten, mit denen das Römische Reich einen staatlichen Freundschaftsvertrag schloss. Als Osttirol mit Matrei schließlich an das Römische Reich fiel, spielte der Ort insbesondere als Ausgangspunkt in das kupferreiche Virgental und als Kreuzungspunkt des Saumwegs über den Felber Tauern eine gewichtige Rolle.

### Matrei im Mittelalter

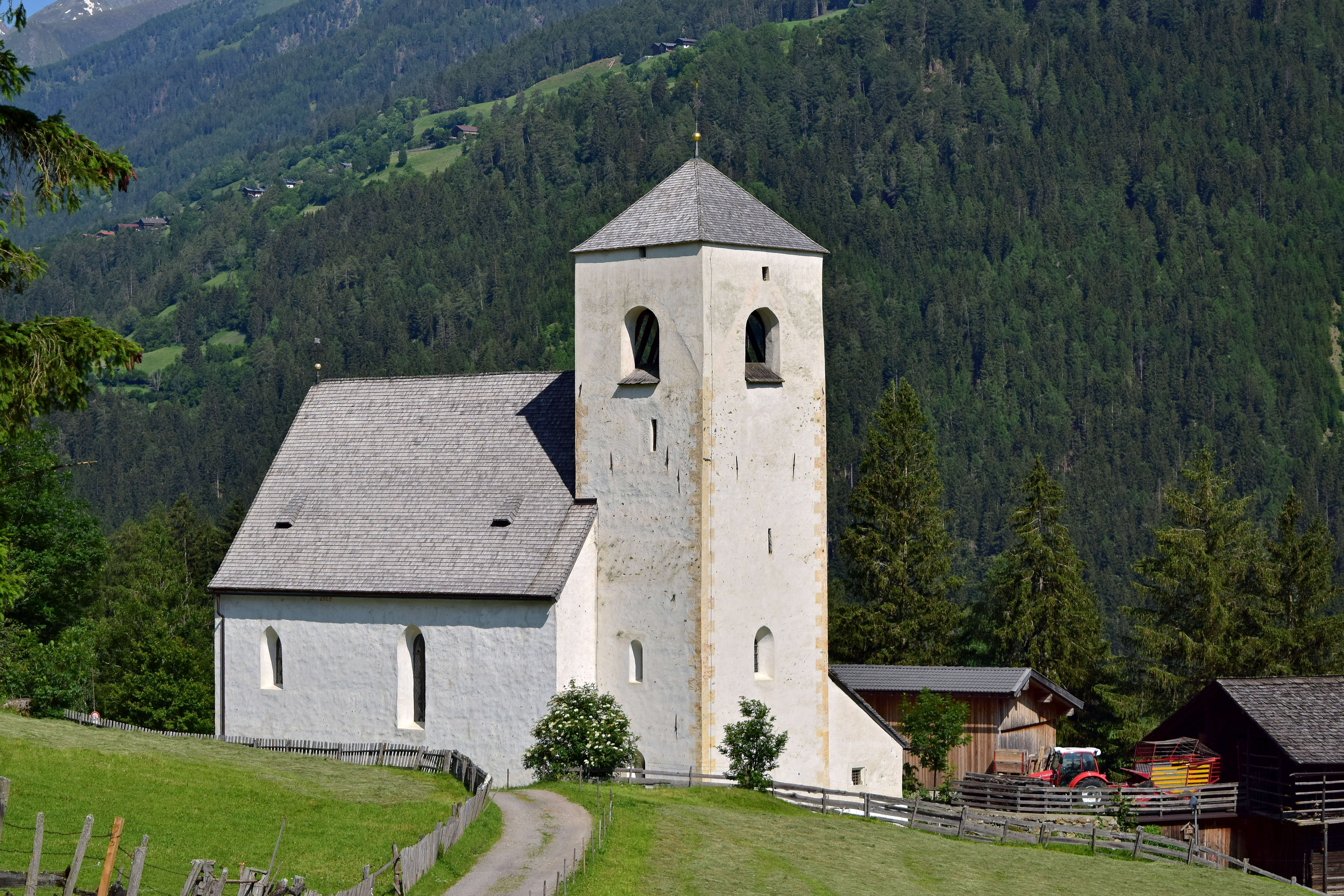
St.-Nikolaus-Kirche (Matrei) aus dem späten 12. Jahrhundert

Nach dem Untergang des Römischen Reiches wurde der Matreier Raum von den Alpenslawen besiedelt und in das slawische Reich Karantanien eingegliedert. Im 8. Jahrhundert geriet jedoch das slawische Reich an das Herzogtum Bayern und wurde von bairischen Kolonisten besiedelt und christianisiert. 811 setzte sich das Erzbistum Salzburg als Diözesanherr gegen das Bistum Aquileia durch, politisch gehörte Matrei im Mittelalter zunächst aber zum Kärntner Lurngau. Nach einer Phase als gräflicher Grundherrschaft erlangte 1212 das Salzburger Erzbistum die Herrschaft über das Matreier Gebiet. Durch die Zugehörigkeit zu Salzburg wurde das Pfleggericht Windisch-Matrei jedoch in eine Randposition gedrängt, da es von den umliegenden Gebieten isoliert worden war. Spätestens in der zweiten Hälfte des 13. Jahrhunderts erhielt Matrei auch das Marktrecht und Salzburg errichtete in Matrei eine Salzburger Urpfarre. Salzburg stellte in der Folge auch den größten Grundbesitzer in Matrei. Mitte des 13. Jahrhunderts führte ein Streit zwischen Philipp von Spanheim, Erzbischof von Salzburg, und Graf Meinhard III. von Görz mehrmals zu Verheerungen des Matreier Gebietes, 1252 wurde der Konflikt durch den Frieden von Lieserhofen beigelegt.

### Matrei in der frühen Neuzeit

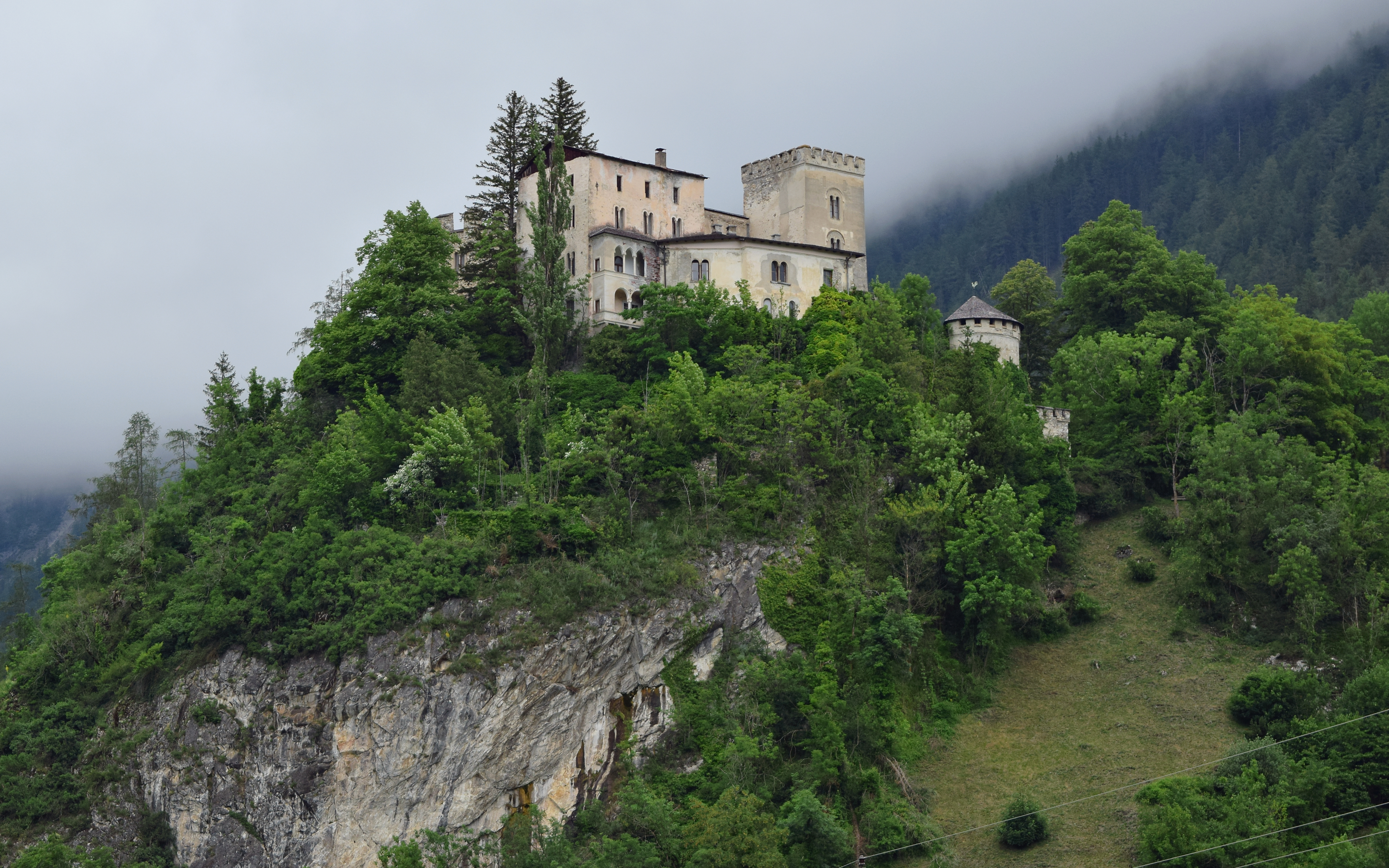
Schloss Weißenstein

Um 1616 gab es 30 Bürgerhäuser im Markt Matrei und die Lebensgrundlage des Marktortes blieb auch in der frühen Neuzeit die Landwirtschaft. 1592 gab es im Ort lediglich 18 Handwerker und Gewerbetreibende, die zunftmäßig organisiert waren. Weitere Verdienstmöglichkeiten waren der Erzbau, das Transportwesen und die Saisonarbeit im Sommer.
Ausgelöst von massiven Steuererhöhungen Anfang des 16. Jahrhunderts kam es in Tirol und Salzburg zu Bauernaufständen, an denen sich auch die Matreier 1525 beteiligten. Dadurch fiel Matrei kurzfristig an Tirol. Ab der Mitte des 16. Jahrhunderts wurde Matrei auch immer wieder von starken Ausbrüchen der Pest und anderen Epidemien erschüttert. Willkürliche Steuererhöhungen sorgten zudem im 17. Jahrhundert immer wieder für Aufstände. Zum größten Aufstand kam es jedoch zur Zeit des Spanischen Erbfolgekriegs. Die Kleine Eiszeit, der Niedergang des Erzabbaus sowie die Vermurung des Ortes sorgten für die Verarmung der Bevölkerung. Dadurch kam es 1703 auch zum Streit mit dem Salzburger Dompropst, da sich die Matreier Bürger außerstande sahen, die geforderten Steuern zu zahlen.

### Matrei im 18. und 19. Jahrhundert

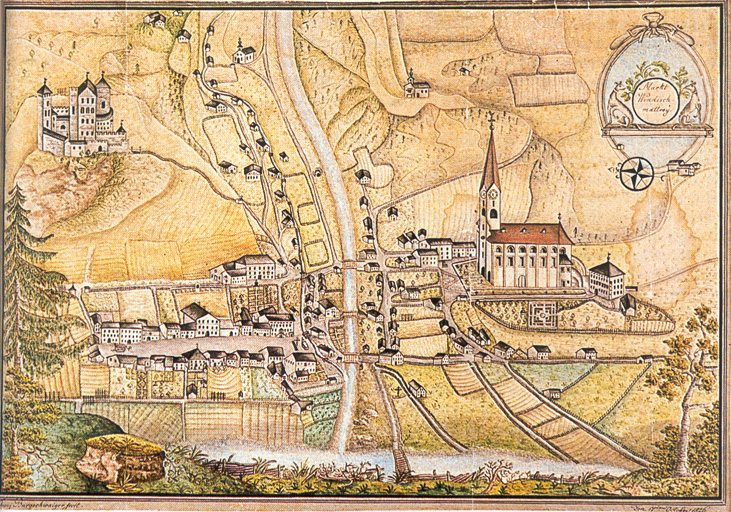
Matrei 1826 nach einem Aquarell des Gerichtsbeamten und Freizeitmalers Franz Burgschwaiger

Wichtigstes Ereignis für die Matreier ab der Mitte des 18. Jahrhunderts war der Neubau des Pfarrhofs und der Pfarrkirche St. Alban. Im Zuge der Napoleonischen Kriege beteiligten sich die Matreier 1797 an der Tiroler Abwehr des Franzoseneinfalls. Als 1805 Salzburg an das neue Kaiserreich Österreich fiel, wurde Matrei Teil Österreichs. Tirol war hingegen 1805 bayrisch geworden und 1809 fiel auch Salzburg nach der Niederlage Österreichs an Bayern. Nach der Niederlage der Tiroler am Bergisel drangen die Franzosen auch nach Osttirol vor, besetzten am 24. Dezember Matrei und sprachen es 1811 den neu geschaffenen illyrischen Provinzen zu. 1813 endete die Herrschaft der Franzosen und Kaiser Franz I. ordnete die Vereinigung Windisch-Matreis mit Tirol an.
Die Angliederung Matreis an Tirol bewirkte insbesondere eine allmähliche Befreiung der Bauern und 1817 folgte eine Neueinteilung der Gemeinden, die im Wesentlichen den heutigen Zustand widerspiegelt. Allerdings wurden die neu geschaffenen Gemeinden Windisch-Matrei-Markt sowie Windisch-Matrei-Land erst 1938 zusammengelegt. Um 1860 basierte die Lebensgrundlage der Matreier Bevölkerung noch fast ausschließlich auf der Landwirtschaft. In einer lokalen Chronik heißt es, in Matrei sei das Mittelalter erst im 19. Jahrhundert zu Ende gegangen. Neben der allgemeinen Modernisierung in Österreich war ein weiterer Grund der beginnende Berg-Tourismus, der als neue Erwerbsquelle hinzu kam. Insgesamt hatten sich die wirtschaftlichen Verhältnisse in der zweiten Hälfte des 19. Jahrhunderts aber nicht wesentlich verändert. Zur alltäglichen Not kamen Ende des 19. Jahrhunderts aber auch schwere Katastrophen. Zunächst brannte 1895 die Ortschaft Bichl nieder, noch im selben Jahr verwüstete der Bretterwandbach Matrei. 1897 wurde zudem fast der ganze Markt ein Raub der Flammen.

### Matrei ab dem 20. Jahrhundert

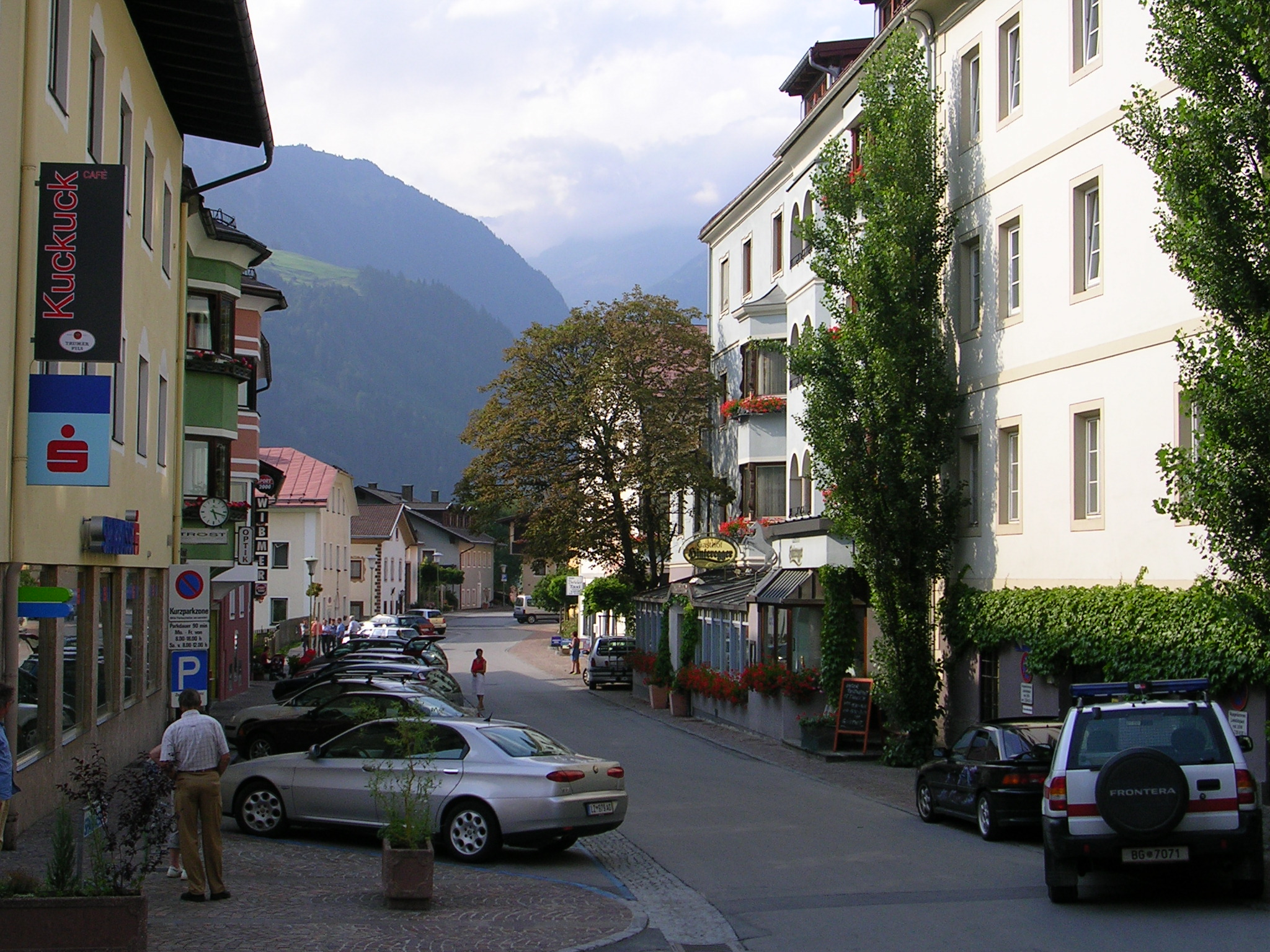
Der Hintermarkt (Ortskern) in Matrei 2005

Da eine Bahnlinie durch den Felbertauern zugunsten des Bahnprojekts Mallnitz-Bad Gastein (Tauernbahn) sowie eine Lokalbahn ab Lienz verworfen wurden, forcierte man zur Förderung des Tourismus den Straßenbau. Im politischen Bereich blieb die Dominanz konservativer Parteien nach dem Ersten Weltkrieg erhalten, die Sozialdemokraten konnten hingegen in Matrei nicht Fuß fassen. Zu Beginn der 1930er Jahre konnten jedoch die Nationalsozialisten einigen Zulauf erreichen. Wirtschaftlich gesehen wurde in der Zwischenkriegszeit der Tourismus immer wichtiger, ein weiterer Aufschwung blieb jedoch durch die fehlende Felbertauernstraße und die Tausend-Mark-Sperre aus. Nach der Machtübernahme Hitlers in Deutschland und dem „Anschluss Österreichs“ übernahmen illegale Nationalsozialisten sowie neue Parteimitglieder die Macht. Die bereits geplante Zusammenlegung der Marktgemeinde mit der Landgemeinde wurde 1938 beschlossen, Osttirol kam jedoch gleichzeitig an den Gau Kärnten. Während der Kapitulation der Wehrmacht erreichten die ersten alliierten Soldaten am 8. Mai 1945 den Ort.
Seit 1945 dominiert politisch die ÖVP. Die Angliederung Osttirols an Kärnten wurde 1947 rückgängig gemacht. Der Tourismus erlebte bereits 1948 einen Boom, und in den 1950er Jahren gelang es erstmals auch, den Wintertourismus in Matrei zu verstärken. Durch den Bau der Felbertauern Straße mitsamt Felbertauerntunnel (Fertigstellung 1967) sowie durch den allgemeinen Tourismusboom in den 1960er Jahren steigerte sich die Bedeutung des Tourismus auch in Matrei weiter. Nach der Eröffnung des Goldried-Skigebietes konnten auch im Wintertourismus nachhaltige Erfolge erzielt werden. Durch die Gründung des Nationalparks Hohe Tauern, deren Vorläufer über die Alpenvereine bis ins 19. Jahrhundert zurückreichen, lenkte man die Zielrichtung hin zum sanften Tourismus, der jedoch durch das geplante Pumpspeicherkraftwerk Matrei-Raneburg gefährdet ist. Neben der lokalen Bevölkerung, die sich in einer Bürgerinitiative organisiert hat, sprechen sich von den Bezirksparteien Grüne, die SPÖ und die FPÖ gegen das geplante Kraftwerk aus.

## Bevölkerung

### Bevölkerungsentwicklung
Von 1869 bis in die 1920er Jahre nahm die Bevölkerung ab oder stagnierte. Seit der Volkszählung 1923 sind stetige Zuwächse zu verzeichnen, so auch zwischen den letzten beiden Volkszählungen 1991 und 2001 um 8,4 %. Eine leicht negative Wanderungsbilanz wird durch eine positive Geburtenbilanz wettgemacht. Bis 2003 erfolgte ein weiterer Zuwachs auf 4913 Einwohner.
EinwohnerJahr20002500300035004000450050001860189019201950198020102040EinwohnerEinwohnerentwicklung von Matrei in Osttirol

### Bevölkerungsstruktur
Die Verteilung zwischen der weiblichen und der männlichen Bevölkerung in der Gemeinde Matrei ist nahezu ausgewogen. Im Vergleich mit Gesamttirol liegt damit der Anteil der männlichen Bevölkerung deutlich höher, da im Bundesland der Anteil der weiblichen Bevölkerung insgesamt um 2,5 % höher liegt als der männliche. Im Vergleich mit dem Bundesland Tirol hat sowohl die jüngere als auch die ältere Bevölkerung Matreis einen höheren Anteil, möglicherweise ein Hinweis auf das berufliche Auspendeln zahlreicher Matreier. Ausländer gibt es auf dem Gemeindegebiet kaum, rund 98 % der Bevölkerung sind österreichische Staatsbürger. Rund 2 % kommen aus einem EU-Land (EU-15). Auch eingebürgerte Menschen gibt es in der Gemeinde nur wenige, so wurden fast 97 % der Wohnbevölkerung in Österreich geboren. Die Bevölkerung von Matrei ist mit rund 97 % fast ausschließlich römisch-katholisch, weitere 1,6 % sind evangelischen Glaubens.

## Kultur und Sehenswürdigkeiten

### Sehenswürdigkeiten
Die wichtigsten Sehenswürdigkeiten sind im Gemeindegebiet von Matrei die zahlreichen Kirchen und Kapellen, darunter die klassizistische Matreier Pfarrkirche, die romanische St.-Nikolaus-Kirche und die ungewöhnliche Felsenkapelle im Gschlößtal. Auch der Ort Huben verfügt mit der Herz-Jesu-Kirche über einen größeren Kirchenbau. Insgesamt befinden sich auf dem Gemeindegebiet 41 Kirchen, Kapellen und Bildstöcke. Mit dem Museum „Medaria“ verfügt Matrei auch über ein eigenes Heimatmuseum mit einer Ausstellung kulturgeschichtlicher Gebrauchsgegenstände und einer Mineraliensammlung.

### Bildende Kunst

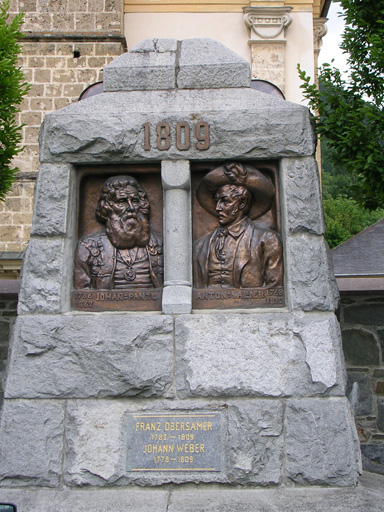
Denkmal Virgil Rainers vor dem Matreier Friedhof

In Matrei wurden einige bedeutende Bildhauer geboren, die auch teilweise hier wirkten. Johann Paterer etwa schuf eine Figur für die Matreier Pfarrkirche, Joseph Mattersberger wirkte vor allem im Ausland. Auch Jakob Wibmer stellte einige Skulpturen her, erlangte seine künstlerische Bedeutung jedoch ebenso wie Franz Burger durch die Malerei. Bekanntester bildender Künstler Matreis ist der als Sohn des Mesners der St.-Nikolaus-Kirche geborene Virgil Rainer, der durch seine Großplastiken bekannt wurde. Rainer schuf auch religiöse Werke für zahlreiche Tiroler Kirchen und Kriegerdenkmäler für die Jahre 1809 und 1918. Darunter befindet sich auch das Denkmal für die Freiheitskämpfer Johann Panzl und Anton Wallner vor dem Matreier Ortsfriedhof. Weitere Kunstwerke Rainers in Matrei sind der Betende Heiland am Grab seines Vaters, das Gipsrelief Tod des heiligen Josef in der Altersheimkapelle sowie in der Pfarrkirche das Relief Theresia von Lisieux und die Prozessionsfiguren St. Antonius, St. Notburga, St. Alban und Fatima-Muttergottes. Auch der Matreier Fritz Tiefenthaler wurde durch verschiedene Werke bekannt. Er arbeitete mit Clemens Holzmeister zusammen und entwarf neben Denkmälern und Kirchen auch einige Münzen für die Münze Österreich. In Matrei selbst verewigte sich Tiefenthaler unter anderem mit einer Reliefwand am Schulgebäude, einem Denkmal an der Felbertauernstraße und einer Keramikarbeit an der Sparkasse.

### Musik
In Matrei dominieren insbesondere die Volksmusik und Volkstümliche Musik. Über Matrei hinaus bekannt wurde dabei insbesondere das Goldried-Quintett und der Matreier Viergesang. Darüber hinaus verfügt die Gemeinde auch über zwei Musikkapellen in Matrei und Huben, die während der Sommermonate mehrmals Platzkonzerte für Einheimische und Touristen veranstalten.

### Sport
Mit der Sportunion Matrei verfügt die Gemeinde über einen großen Verein mit den Sektionen Fußball, Tennis, Judo, Ranggeln, Schi, Stockschießen, Turnen und Laufen. Der Fußballverein Union Matrei spielt derzeit in der Kärntner Liga und trägt seine Heimspiele im örtlichen, neu erbauten Tauernstadion aus. Höchste je erreichte Spielklasse war die Kärntner Landesliga. Das Tauernstadion bietet 1000 überdachte Sitzplätze, eine Videowall, sowie einen Kunstrasentrainingsplatz. Neben dem alten Tauernstadion befindet sich auch eine Reit- und Tennishalle. Die Sektion Ski veranstaltete in den 1990er Jahren auch FIS-Rennen. Auch der Ort Huben verfügt mit der Sportunion Huben über einen eigenen Sportverein mit den Sektionen Fußball, Tennis, Turnen, Rodeln sowie Ski alpin und nordisch. Besonderes Augenmerk wird jedoch auf den Eishockeyverein UECR Huben gelegt, welcher zurzeit in der Carinthian Hockey League aktiv ist (die Kärntner Landesliga und die Kärntner Eliteliga wurden kombiniert). In der Saison 2005/06 wurde der Vizemeister-Titel in der Kärntner Landesliga erreicht. Die höchste je erreichte Spielklasse war die Kärntner Eliteliga, welche in der Saison 1999/2000 gewonnen wurde. Eishockeyspiele werden auf der ortseigenen Kunsteisanlage in Huben bestritten.

### Regelmäßige Veranstaltungen
Seit 1976 finden jedes Jahr im Dezember die Matreier Gespräche statt. Diese internationale wissenschaftliche Tagung wurde von Otto Koenig ins Leben gerufen, um kulturethologische Forschung zu fördern. Sie bietet Wissenschaftlern aus so unterschiedlichen Disziplinen wie Physik, Chemie, Mathematik, Geschichte, Musikwissenschaften, Erziehungswissenschaften, Biologie, Soziologie, Theologie, Ethnologie, Psychologie eine interdisziplinäre Plattform, um kulturethologische Implikationen ausgewählter Themen zu diskutieren.

## Wirtschaft und Infrastruktur
Zur Wirtschaftsgeschichte und der Geschichte des Schulwesens siehe: Geschichte Matreis in Osttirol

### Tourismus

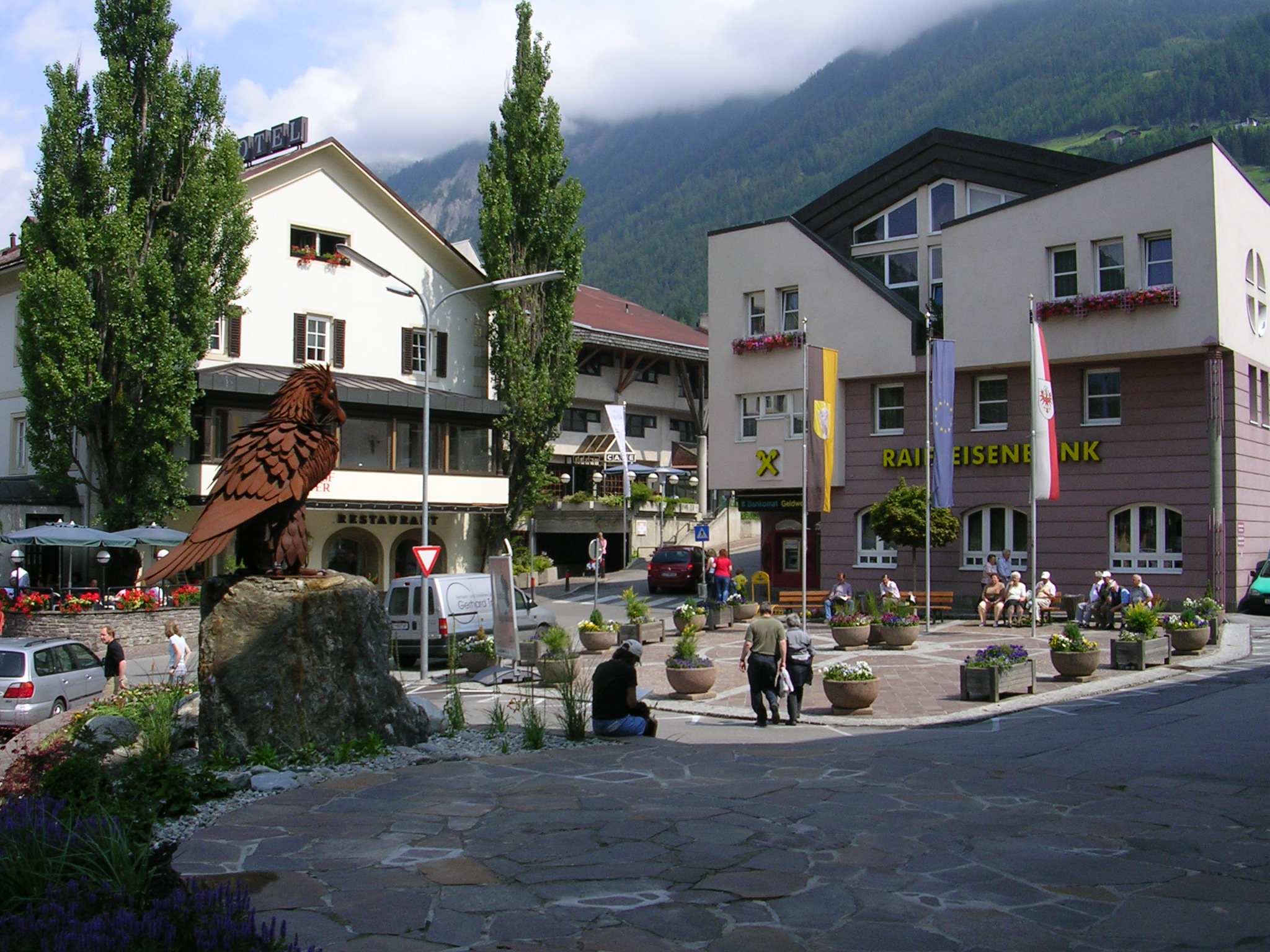
Der Rauterplatz mit dem gleichnamigen Hotel

Der Tourismus wurde in Matrei insbesondere nach dem Zweiten Weltkrieg zu einem bedeutenden Wirtschaftsfaktor. Im Gegensatz zu vielen anderen Teilen Osttirols verfügt die Gemeinde durch das Anfang der 1980er Jahre erschlossene Skigebiet Goldried über einen bedeutenden Anteil an Winternächtigungen. Hier wurde 1998 auch in eine neue Einseilumlaufbahn investiert. Wichtigstes Standbein ist jedoch der Sommertourismus, der mit der Gründung des Nationalparks Hohe Tauern in eine sanfte Richtung gelenkt wurde. Neben dem Wandern (über 150 Dreitausender) ist Matrei auch bei Fliegenfischern (Isel, Tauernbach), Eiskletterern (Tauern- und Iseltal) und Radfahrern (Iseltal-Radweg) beliebt. Matrei verfügt darüber hinaus über ein Freibad, eine Reit- und Tennishalle, eine Minigolfanlage und ein regionales Kletterzentrum mit Kletterhalle. Derzeit werden circa 260.000 bis 300.000 Übernachtungen pro Jahr gezählt.

### Industrie, Handel und Gewerbe
Innerhalb des Marktgebietes von Matrei liegen zahlreiche Handwerks- und Handelsbetriebe, vier Banken sowie ein Industriebetrieb mit mehr als 200 Mitarbeiterinnen und Mitarbeitern. Der Lebensmittelhandel hat sich hingegen vom Ortszentrum auf Grund der Parkplatzsituation an den Ortsrand verlagert. In der Katastralgemeinde Matrei-Land, insbesondere im Gewerbe- und Industriegebiet Seblas haben sich weitere Unternehmen angesiedelt. Darunter befinden sich eine Metallwarenfabrik (Tschojer Stahl), ein Heizungssystemerzeuger sowie Transportunternehmen, Seilbahnbauer, eine Zimmerei und weitere Betriebe. In den Ortschaften, Fraktionen und Weilern gibt es weitere Klein- und Mittelbetriebe.

### Landwirtschaft
Nach dem Zweiten Weltkrieg erfuhr die Landwirtschaft Matreis einen tiefgehenden Wandel. Zwischen 1961 und 1977 sank der Anteil der bäuerlichen Bevölkerung von 40,1 % auf 19,8 %. Der Getreideanbau wurde praktisch aufgegeben. Während die Schweine-, Geflügel- und Ziegenhaltung seit dem frühen 19. Jahrhundert kontinuierlich zurückgingen, wurde die Rinderhaltung, insbesondere durch wachsende Betriebsgrößen, gesteigert. Ein Auf und Ab erlebte hingegen die Schafzucht, die nach einem starken Rückgang Mitte des 20. Jahrhunderts wieder Zuwächse verzeichnet. 1995 bestanden in Matrei noch 66 Vollerwerbsbetriebe, 75 Zuerwerbsbetriebe und 165 Nebenerwerbsbetriebe, wobei die wichtigste Wirtschaftsform die Viehzucht war und die Almwirtschaft im nördlichen Gemeindegebiet eine bedeutende Rolle spielt. Die Betriebsgröße der landwirtschaftlichen Betriebe liegt heute im Durchschnitt bei 10 bis 15 Stück Großvieh.

### Bildung

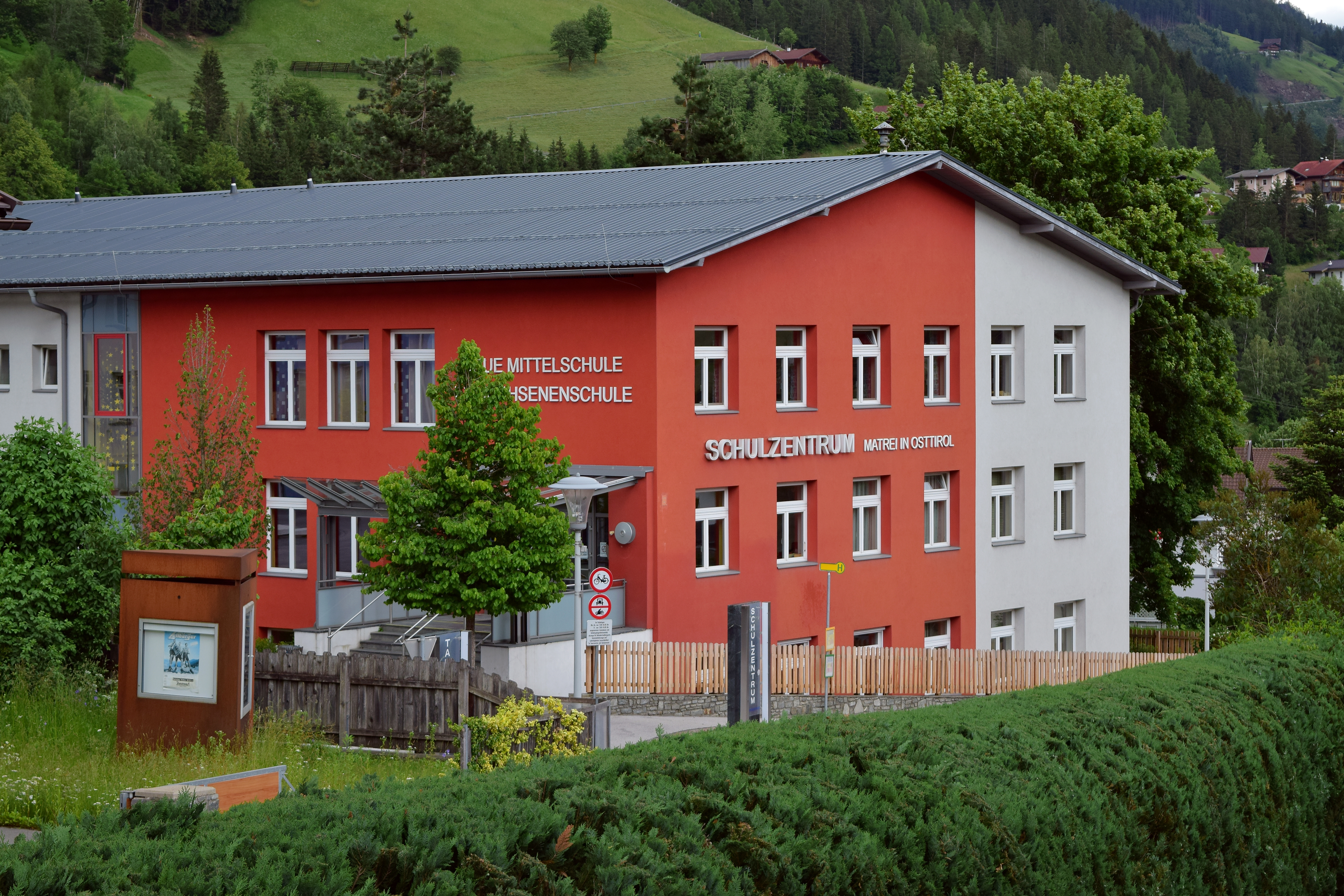
Schulzentrum Matrei

Im Ort Matrei befindet sich ein Schulzentrum, zu dessen Einzugsgebiet die gesamte nördliche Region Osttirols zählt. Das Schulzentrum beherbergt eine Volksschule, eine Neue Mittelschule (früher Hauptschule), eine Allgemeine Sonderschule mit Sonderpädagogischem Zentrum, eine Polytechnische Schule mit Werkstätten für Metall und Mechatronik sowie eine Erwachsenenschule. Weitere Volksschulen der Gemeinde gibt es in Huben und Zedlach. Auch die Landesmusikschule Matrei-Iseltal befindet sich im Ort.

### Verkehr

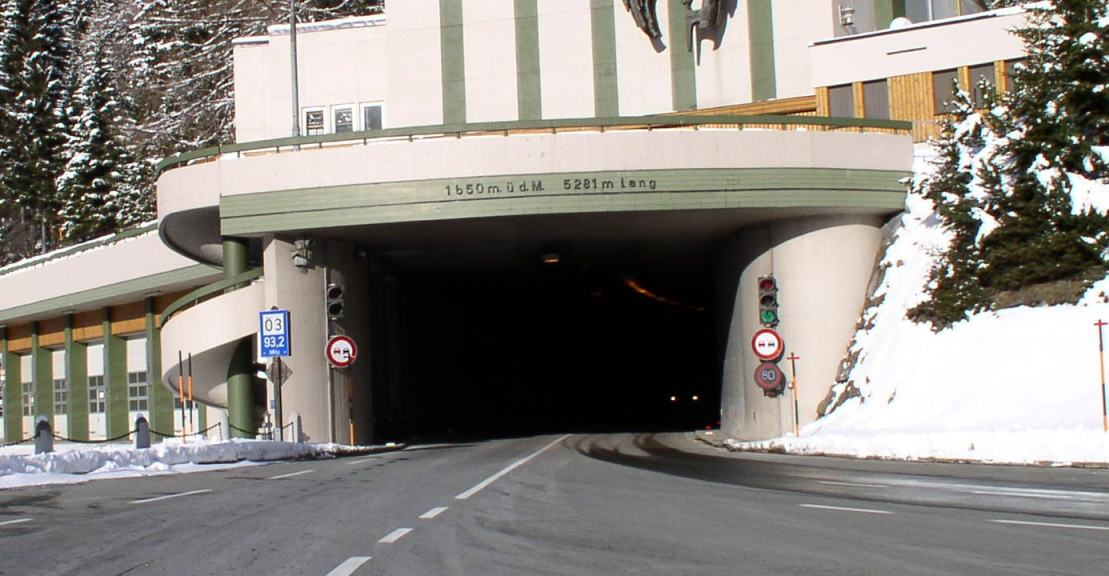
Portal des Felbertauerntunnels auf Matreier Seite

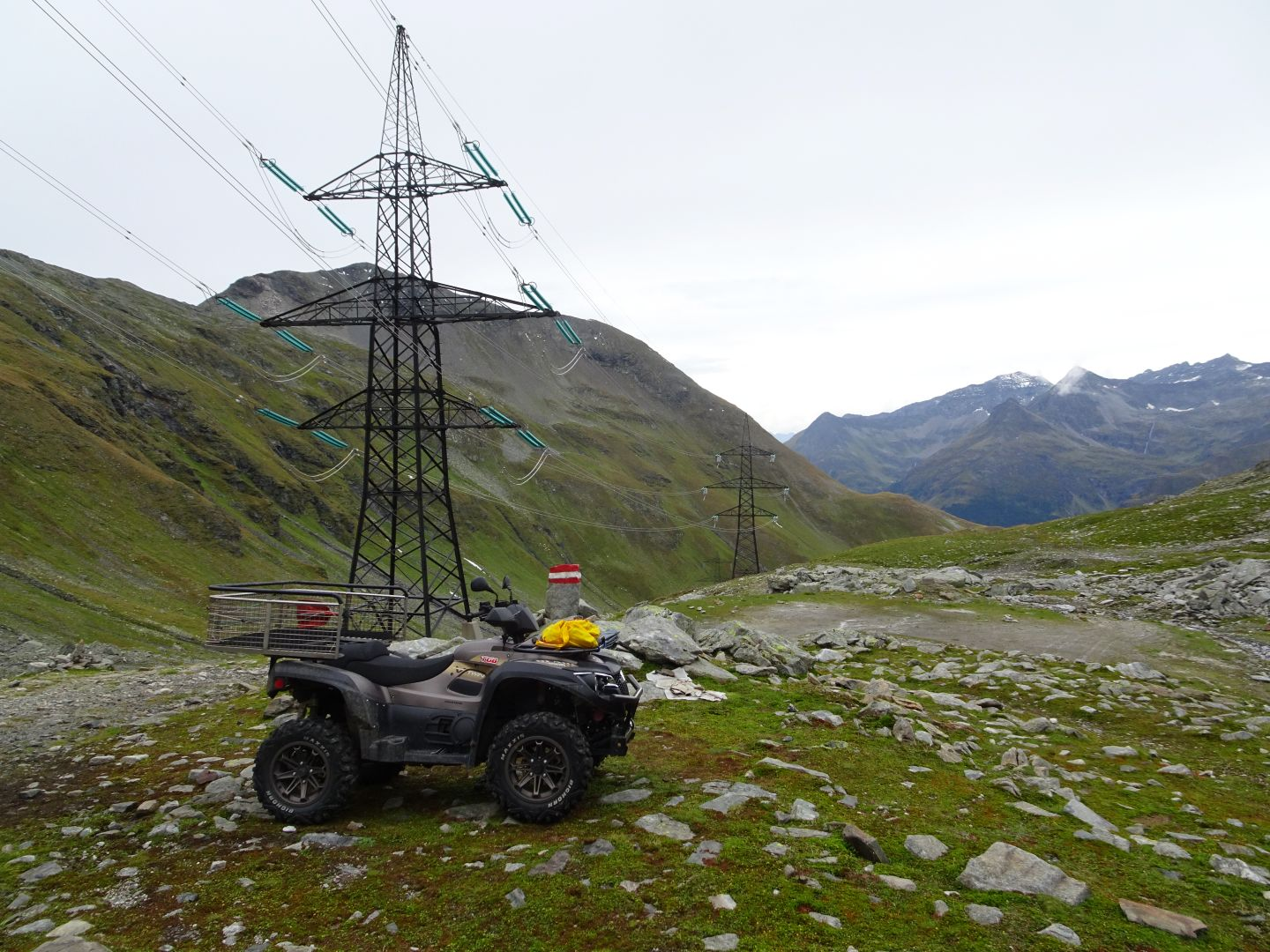
380-kV-Stromleitung im Tauerntal

Die wichtigste Verkehrsanbindung für die Gemeinde Matrei stellt die Felbertauernstraße B 108 dar, die Matrei nach Norden über den mautpflichtigen Felbertauerntunnel mit Mittersill (Salzburg) sowie in Richtung Südosten mit Lienz verbindet. Über den Felbertauerntunnel gelangen im Jahresschnitt täglich etwa 3.500 Kraftfahrzeuge in das Gemeindegebiet. Die Felbertauernstraße bildet auch die wichtigste Verbindung in die Nachbartäler, mit denen Matrei durch die Anschlüsse zur Virgental-Landesstraße L 24, Defereggentalstraße L 25 und die Kalser Straße verbunden ist.
Mit dem öffentlichen Personenverkehr ist Matrei nur mit Postbussen erreichbar. Die Linie 4412 bindet die Gemeinde täglich bis zu elf Mal an die Bezirkshauptstadt Lienz an und wird weiter ins Virgental bis nach Prägraten am Großvenediger geführt. Die Expressbuslinie 950X verbindet Matrei mit Lienz und Kitzbühel. Die Linie 4414 wird ebenfalls von Lienz über die Felbertauernstraße in Richtung Matrei geführt, zweigt jedoch bei Huben ins Defereggental ab und erreicht bis zu achtmal täglich den Ort St. Jakob. Weiters wird die Linie 4408 von Lienz aus über Huben bis Kals am Großglockner geführt.

### Energie
Neben der verkehrstechnischen Infrastruktur führen auch zwei wichtige Energieversorgungsleitungen durch das Gemeindegebiet. Auf der einen Seite ist dies die Transalpine Ölleitung (TAL) Triest-Ingolstadt, auf der anderen Seite die 380-kV-Hochspannungsleitung vom Umspannwerk Tauern zum Umspannwerk Lienz. Beide werden über das Tauerntal nach Salzburg geführt.
Ab Juli 2025 soll das Umspannwerk (UW) Matrei in Betrieb gehen. Es liegt 
zwischen UW Tauern und UW Lienz am 380-kV-Ring.

## Politik

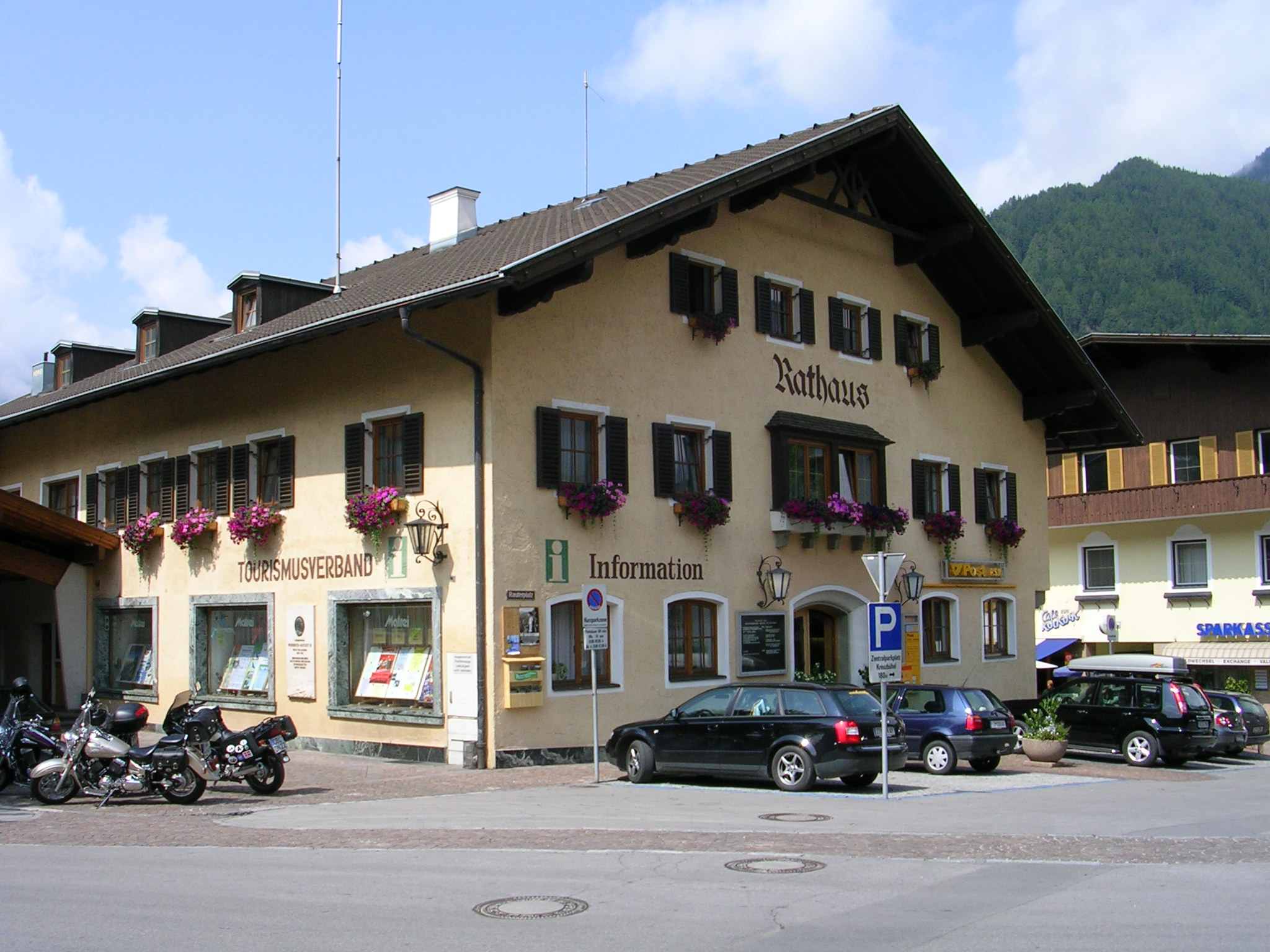
Gemeindeamt in Matrei

### Gemeinderat
Der Gemeinderat besteht aus 17 Mandataren.
| Partei                               | 2022 | 2022    | 2016 | 2016    | 2010 | 2010    |
| Partei                               | %    | Mandate | %    | Mandate | %    | Mandate |
| ------------------------------------ | ---- | ------- | ---- | ------- | ---- | ------- |
| Gemeinsam für Matrei 1)              | 29,2 | 5       | 53,1 | 9       | 51,8 | 9       |
| Matreier Liste 2)                    | 70,8 | 12      | 46,8 | 8       | 42,1 | 8       |
| Grüne und Unabhängige Liste Matrei   |      |         |      |         | 4,1  | 0       |
| FPÖ und unabhängige Liste für Matrei |      |         |      |         | 2,0  | 0       |

1) Die Partei trat 2010 unter dem Namen „Gemeinsam für Matrei (Bgm. LA Dr. Andreas Köll)“ an.
2) Die Partei trat 2010 unter dem Namen „Matreier Liste - Oswald Steiner“ an.

### Bürgermeister
- 1989–2022 Andreas Köll
- seit 2022 Raimund Steiner

### Wappen
Das Gemeindewappen Matreis wurde bereits 1691 durch den Salzburger Dompropst verliehen. Dargestellt wird auf goldenem Grund ein Märtyrer, der in seiner linken Hand ein Schwert, in der rechten seinen abgeschlagenen Kopf hält. Fälschlicherweise wird auf dem Gemeindewappen jedoch Alban von England (erkenntlich an seiner römischen Soldatenbekleidung) und nicht Alban von Mainz dargestellt. Alban von Mainz ist der tatsächliche Namenspatron der Pfarrkirche.
Auf Bestreben der Gemeinde zeigt das heutige Wappen einen weiteren Kopf auf dem Rumpf Albans, um nicht mehr als „Kopflose“ verspottet zu werden.

### Partnergemeinden
Partnergemeinden von Matrei sind:
- Kastelruth in Südtirol
- Korb in Deutschland
- Nußdorf ob der Traisen in Niederösterreich

## Persönlichkeiten
- Joseph Mattersberger (1754–1825), Bildhauer
- Simon Stampfer (1790–1864), Mathematiker
- Johann von Lasser (1822–1889), Abt von Lambach
- Engelbert Kobald (1848–1926), Physiker und Mathematiker
- Virgil Rainer (1871–1948), Bildhauer
- Josef Brugger (1953–2022), Politiker
- Andreas Köll (* 1960), Politiker und Bürgermeister von Matrei (1989–2022)
- Alois Mattersberger (* 1961), Koch
- Lydia Marinelli (1965–2008), Historikerin, Kuratorin und Ausstellungsmacherin, spezialisiert auf die Geschichte der Psychoanalyse
- Elisabeth Mattersberger (* 1965), Politikerin, Vizebürgermeisterin und Mitglied des Bundesrates
- Alexander Köll (* 1990), österreichisch-schwedischer Skirennläufer